# Diane Gashumba
Diane Gashumba est une pédiatre et femme politique rwandaise. Elle est ministre du Genre et de la Promotion de la famille en 2016 puis ministre de la Santé de 2016 à 2020,.

## Biographie
Elle est titulaire d'un doctorat en médecine et d'une maîtrise en médecine (MMed), spécialisée en pédiatrie.
Selon le ministère de la Santé, elle commence à exercer la médecine en 1999. Pendant trois ans, elle a été directrice médicale de l'hôpital de Kibagabaga et des hôpitaux de Muhima,. Entre 2010 et 2016, elle travaille sur un projet de santé maternelle et infantile financé par l'USAID. Le projet de 57,3 millions de dollars couvrait 23 des 30 districts du Rwanda.
Du 26 mars 2016 au 4 octobre 2016, elle est ministre du Genre et de la Promotion de la famille,. À cette dernière date, elle est nommée ministre de la Santé.

## Source
- (en) Cet article est partiellement ou en totalité issu de l’article de Wikipédia en anglais intitulé « Diane Gashumba » (voir la liste des auteurs).